# Persea schiedeana
Persea schiedeana Nees è un albero della famiglia delle Lauraceae, strettamente imparentato con l'avocado (Persea americana).

## Descrizione
L'albero cresce ad un'altezza di 20 m. circa, a volte arriva a 50 m. Ha piccoli rami molto pelosi; le foglie sono decidue e i fiori sono color giallo-verde chiaro, con gli stami che divengono rossi con l'età. Il frutto, molto somigliante a quello dell'avocado, è in genere a forma di pera con una buccia verde, coriacea. La polpa è oleosa, con un succo latteo e sapore come l'avocado o il cocco. Il frutto è facilmente scambiato per un avocado; comunque esso contiene un seme centrale più grande. La polpa ha consistenza granulosa che in genere non è considerata edibile, malgrado il suo gusto attraente. I cotiledoni, a differenza dell'avocado, sono internamente rosa.

## Distribuzione e habitat
L'areale di questa specie si estende dal Messico, attraverso l'America centrale, sino alla Colombia.
Cresce ad altitudini tra 1.400 e 1.900 m.